# Corrençon-en-Vercors
Corrençon-en-Vercors este o comună în departamentul Isère din sud-estul Franței. În 2009 avea o populație de 359 de locuitori.

## Evoluția populației
| An        | 1975 | 1982 | 1990 | 1999 | 2006 | 2009 |
| --------- | ---- | ---- | ---- | ---- | ---- | ---- |
| Populație | 193  | 259  | 264  | 322  | 367  | 359  |